# 카메라 옵스쿠라

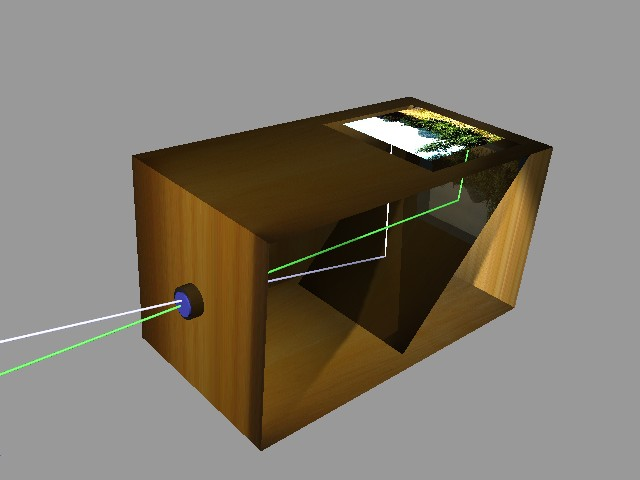

카메라 옵스쿠라(라틴어: camera obscura, ‘어두운 방’이란 뜻) 또는 암상 (한자: 暗箱)은 그림 등을 사실적으로 그리기 위해 발명한 광학 장치로, 많은 화가들이 이 기술을 사용해 그림을 그렸다. 이는 사진술의 전신이다.
카메라 옵스쿠라의 설계 및 그 작동원리에 관한 정확한 설명은 기원전 4세기 묵자의 저술에 처음 등장한다.

## 같이 보기
- 바늘구멍 사진기